# 詹思虞
詹思虞（1544年—1610年），字惟業，一字如甫，號濬源，浙江衢州府常山縣人，民籍，明朝政治人物。

## 生平
萬曆元年（1573年）癸酉科浙江鄉試第八十名，萬曆八年（1580年）庚辰科會試第七十八名，登三甲第九十五名進士。兵部觀政，丁憂归乡。十一年授刑部主事，十五年升员外郎，十六年升郎中，本年升广信知府。十七年（1589年）至二十年任松江府知府。二十年九月升山东按察副使，二十三年二月升山東叅政，整饬宁前兵备，六月改任福建右参政，二十四年丁憂归乡。二十八年五月除调山西清军驿传副使，三十一年七月升山西右参政、分巡河东道，三十六年七月升广东按察使、管水利屯田盐法道，三十七年被革职。

## 家族
曾祖詹英；祖父詹紳，曾任知縣；父詹需亨，號寒泉，曾任兵馬指揮。嫡母江氏（封孺人）；生母張氏。慈侍下。弟詹思謙（主事）。從兄詹献策（舉人）、從弟詹在泮（進士）。
二子：詹從潤，國子生；詹從漳，廪生。